# .jm
.jm為牙買加國家及地區頂級域（ccTLD）的域名，於1991年9月24日啟用。該域名由西印度群岛大学負責管理。註冊該域名無需費用。不過用戶只能註冊com.jm、net.jm、org.jm、edu.jm、gov.jm和mil.jm二級域名之下的三級域名。

## 外部連結
- IANA .jm whois information（页面存档备份，存于）
- .jm domain application form
- Jamaica domain names ragistrator